# Ярмаш, Григорий Петрович
Григо́рий Петро́вич Я́рмаш (укр. Григорій Петрович Ярмаш; род. 4 января 1985, Заложцы, Тернопольская область) — украинский футболист, защитник. Выступал за сборную Украины.

## Выступления
Ярмаш появился в Полтаве в 2005 году после нескольких лет пребывания в киевском «Динамо». Сыграв за вторую команду киевлян 71 матч (забил 2 гола), 24-летний уроженец Тернопольской области 12 июля 2005 года провел за «Ворсклу» свою первую игру в высшей лиге против «Закарпатья».
Уже с первых матчей Ярмаш прочно застолбил за собою место в основе. Единственный свой гол в чемпионатах ему удалось забить как раз киевскому «Динамо» в сезоне 2007/08 года.
Использовали его и в качестве опорного полузащитника, и на его основной позиции — правого защитника. Именно в этой ипостаси он и был приглашен в национальную сборную в 2008 году. В чемпионате Украины провел 227 игр, забил 2 гола. В мае 2017 года завершил карьеру футболиста.
Игрок национальной сборной Украины — 8 игр.

## Достижения
- Обладатель Кубка Украины: 2008/09
- Серебряный призёр Молодёжного Чемпионата Европы: 2006